# 홍성 장곡산성
홍성 장곡산성(洪城 長谷山城)은 충청남도 홍성군 장곡면에 있는 백제의 산성이다. 1998년 7월 25일 충청남도의 문화재자료 제360호로 지정되었다.

## 개요
홍성군 장곡면 산성리 해발 255.5m의 산에 쌓은 성으로, 성 둘레는 약 1,352m이다.
산성리 주변은 지세가 험하고 계곡이 좁아, 군사상 요충지로 적합한 지형을 갖추고 있는 곳으로, 옛 백제 부흥군의 거점이 되는 예산 대흥임존성(사적 제90호)과는 12.6km, 당진 혜성과는 37km, 청양 정산의 두륭융성과는 23km, 공주와는 34.5km, 부여와는 27km의 거리를 두고 있는 곳이다. 장곡산성 주위에는 학성산성, 태봉산성, 소구니산성이 띠를 이루듯 이어져 있어, 지리적 중요성을 짐작할 수 있다. 이 산성은 동굴이 있는 것이 특징이며, 산성 안에서 건물터의 주춧돌·기와 조각·토기류가 발견되었다.
이 지역 주변에서도 ‘사시’·‘사시량’·‘사라’라 새긴 기와 조각과 문초석, 돌덧널무덤(석곽묘)에서 발견된 청동제 방울, 백제 토기류 등이 발견되었다.
이를 통해 장곡산성은 백제 사시량현의 정치, 행정적 중심역할을 하던 곳으로 추정되며, 지형적 조건으로 보아 백제 부흥군의 거점으로 사용되었을 것으로 생각된다.

## 참고 자료
- 홍성 장곡산성 - 국가유산청 국가유산포털